# Paula Montal Fornés
Paula Montal Fornés (Arenys de Mar, 11 ottobre 1799 – Olesa de Montserrat, 26 febbraio 1889) è stata una religiosa e educatrice spagnola, fondatrice della congregazione delle Religiose delle Scuole Pie.

## Biografia
Figlia di una vedova con cinque figli, ebbe un'infanzia dura nella città natale, segnata presto dal lavoro necessario al mantenimento della famiglia.
Ebbe da presto la vocazione all'insegnamento alle giovani povere e prive di istruzione.
Fondò a Figueras, insieme ad una sua amica, Inés Busquets, la sua prima scuola femminile, cui seguirono altre. Da sempre ammiratrice dell'opera di San Giuseppe Calasanzio, nel 1846, a Sabadell, introdusse in una delle sue scuole alcuni padri Scolopi che l'aiutarono ad elaborare delle costituzioni ispirate a quelle dell'ordine maschile.
Il 2 febbraio del 1847, con l'approvazione dell'arcivescovo di Barcellona, la Montal e tre compagne fecero la loro professione dei voti religiosi dando formalmente vita al nuovo istituto.
Nel 1859, sposta la sua residenza a Olesa de Montserrat, dedicandosi allo sviluppo della propria congregazione. Attività che portò avanti sino alla morte.

## Culto
Paula Montal fu beatificata nel 1993 da papa Giovanni Paolo II
ed è stata proclamata santa dal medesimo papa il 25 novembre 2001.
Il Martirologio Romano pone la sua memoria al giorno 26 febbraio.